# Nikolaus von Basel
Nikolaus von Basel (* unbekannt; † 1397 in Wien) war ein Schweizer Wanderprediger.

## Leben
Nikolaus von Basel fand erstmals Erwähnung im Urteil des 1393 von der Kölner Inquisition als Häretiker verurteilten Benediktiners Martin von Mainz, der am 19. Juli 1393 verbrannt worden war. In dem Urteil wird Nikolaus von Basel als Führer einer geistigen Sekte aufgeführt, zu der Martin von Mainz gehört haben soll.
Im Formicarius von Johannes Nider wurde Nikolaus von Basel genannt, der als Laie in der Rheingegend um Basel die Lehren der Begarden verbreitete. In Wien wurde er, zusammen mit seinen beiden Schülern Jacobus und Johannes, verbrannt. Er hielt seine Visionen und Offenbarungen für untrüglich, also göttlichen Ursprungs, und konnte die geschickt in Worte fassen. Seine Lehren standen im engen Zusammenhang mit denen der Begarden, die den Quietismus predigten. Nach der Schilderung im Formicarius predigte Nikolaus von Basel, er habe das Evangelium klarer und vollkommener verstanden, als einst die Apostel und selbst Paulus; er wollte sich allein die Entscheidung über die Befähigung zur Ausübung des priesterlichen Amtes vorbehalten wissen. Infolge einer Unterwerfung, könnte man ihm auch, gegen die Befehle irgendeines Oberen, und wäre es der Papst selber, gehorchen, ja auf seinen Befehl hin, dürfte man sogar jemanden töten, ohne zu sündigen. Die Unterwerfung unter seinen Willen sei die notwendige Voraussetzung zur Erreichung der Vollkommenheit und führe den Menschen in den Stand der ersten Unschuld.
Nach einer Straßburger Handschrift versöhnte sich Nikolaus von Basel durch Heinrich von Langenstein mit der Kirche, allerdings wurde er mit seinen Schülern dann aber doch vermutlich 1397 in Wien verbrannt, nachdem sie sich abermals zu ihren ketzerischen Ansichten bekannt hatten.
Anmerkung: Die spätere Forschung ergab, dass der von Karl Schmidt 1866 in seiner Schrift Nicolaus von Basel: Leben und ausgewählte Schriften dargestellte Gottesfreund im Oberland nicht mit Nikolaus von Basel identisch war.

## Schriften (Auswahl)
- Karl Schmidt (Hrsg.); Nikolaus von Basel: Bericht von der Bekehrung Taulers. Strassburg, 1875 (Digitalisat).